# 一宮市立奥中学校
一宮市立奥中学校（いちのみやしりつ おくちゅうがっこう）は、愛知県一宮市奥町にある公立中学校。

## 沿革
- 1947年（昭和22年）4月 - 奥町立奥中学校として開校。
- 1955年（昭和30年）4月 - 奥町が一宮市に編入され、一宮市立奥中学校に改称。

## 出身者
- 山内一弘（元プロ野球選手）

## 主な行事
4月　入学式、始業式　身体計測　前期学級役員選挙　避難訓練　各種健康診断　市選手権大会
5月　写生大会　体力テスト　中間テスト　スポーツ大会　校外学習(1年)　自然教室(2年)
6月　期末テスト　福祉実践教室　修学旅行(3年)
7月　保護者会　部活動激励会　終業式　市大会　西尾張大会
8月　県大会　職場体験学習(2年)　確認テスト(3年)
9月　始業式　確認テスト(1・2年)　体育祭　iテスト(3年)
10月　避難訓練　校外学習　中間テスト　後期生徒会役員及び学級役員選挙　市新人大会　奥町クリーン作戦
11月　一人一鉢運動　芸術鑑賞会　奥中文化フェスタ　合唱コンクール　期末テスト
12月　保護者会　終業式　iテスト(3年)
1月　始業式　避難訓練　1・2年中間テスト　3年学期末テスト保護者会(3年)　iテスト(1・2年)
2月　入学説明会　1・2年学年末テスト
3月　卒業生を送る会　卒業式　1・2年まとめの会　前期生徒会役員選挙　修了式